# Šume brežuljkastog pojasa Hrvatske
Brežuljkasti ili kolinski pojas dio je Eurosibirsko-sjevernoameričke regije u fitogeografskoj raspodjeli Hrvatske koji se nastavlja na nizinski pojas u rasponu nadmorskih visina od 150 do 500 metara.
Prirodno su, zbog povoljnih klimatskih i ekoloških prilika, šume ovog pojasa bujne i bogate vrstama, no kako je to područje izuzetno povoljno i za ljudski život i djelatnosti, one su od Srednjeg vijeka nadalje pretvarane u antropogene tipove vegetacije, kao što su pašnjaci, livade, oranice, vinogradi, živice, te naselja. Ovom pojasu pripadaju brežuljci i donji dijelovi panonskog gorja (Medvednica, Ivanščica, Kalnik, slavonsko gorje). Brežuljkasti pojas razvijen je također i južnije od Karlovca, i to u smjeru Severina na Kupi, u smjeru Josipdola, te na rubu ličke visoravni i u Istri. 
Prosječna godišnja temperatura ovog područja iznosi oko 10oC, a prosječna godišnja količina oborina oko 1 200 mm u sjeverozapadnom dijelu Hrvatske, odnosno oko 800 mm u istočnom dijelu panonskoga gorja.
Najznačajnija drvenasta vrsta je hrast kitnjak (Quercus petraea), koji čini više tipova šumskih zajednica. Od ostalih drvenastih vrsta značajne su obični grab (Carpinus betulus), pitomi kesten (Castanea sativa), obična breza (Betula pendula), hrast cer (Quercus cerris), hrast medunac (Quercus pubescens), klen  (Acer campestre), divlja trešnja (Prunus avium), te bukva (Fagus sylvatica).
Ovisno o ekološkim prilikama, u ovom pojasu razlikujemo tri skupine šumskih zajednica:
- Šume na neutralnim do slabo bazičnim tlima, na vapnenačkoj ili dolomitnoj geološkoj podlozi. Glavne drvenaste vrste su hrast kitnjak, obični grab, trešnja i klen.
- Acidofilne šume razvijene na kiselim tlima, odnosno silikatnoj geološkoj podlozi. Glavne drvenaste vrste su hrast kitnjak, pitomi kesten i obična breza.
- Termofilne šume razvijene na južnim i jugozapadnim ocjeditim obroncima, na toplim prozračnim tlima, također iznad vapnenačke ili, češće, dolomitne podloge. Glavne drvenaste vrste su hrast kitnjak, hrast medunac, crni grab, crni jasen i druge submediteranske, termofilne vrste.

## Šume hrasta kitnjaka i običnoga graba
Ovaj tip šume predstavlja široko rasprostranjenu klimatogenu (klimazonalnu) vegetaciju nižeg kontinentalnog područja. Raste izvan dosega visokih podzemnih voda na brdskim terenima, nižim gorjima i podnožjima većih masiva, i to na pseudoglejnim, umjereno podzoliranim i smeđim šumskim tlima. Ne dolazi na plitkim dolomitnim tlima, na jako zakiseljenim, te poplavnim tlima. Optimalno je razvijen na neutralnim, te slabo bazičnim do slabo kiselim tlima. 
Istočnu granicu svog rasprostranjenja dosiže na obroncima Dilja kod Đakova. Dobro je razvijen oko gorja sjeverozapadne Hrvatske, te u središnjoj Hrvatskoj južnije od Karlovca prema obroncima Dinarida i rubovima krških polja. Velike površine ovih šuma su iskrčene i pretvorene u različite tipove antropogene vegetacije, a rasprostiru se u rasponu nadmorskih visina od 150-450 m. U odnosu na srodne srednjoeuropske šume, ove se odlikuju znatno bogatijim florističkim sastavom i specifičnim ilirskim vrstama, pa ih stoga nazivamo i "ilirskim šumama hrasta kitnjaka i običnog graba". 
Neke od tih ilirskih vrsta su mišje uho (Omphalodes verna), kukurjeci (Helleborus dumetorum, H. niger, H. artrorubens), žućkasta grahorica (Vicia oroboides), režuhe (Cardamine enneaphyllos, C. polyphylla, C. trifolia, C. waldsteiniana), biskupska kapica (Epimedium alpinum), volovsko oko (Hacquetia epipactis). 
Od drvenastih vrsta najvažnije su hrast kitnjak (Quercus petraea) i obični grab (Carpinus betulus). Ako se tlo zakiseljuje, počinje izostajati grab, tako da šuma konačno prelazi u čisti hrastik, a sastojine na vlažnijim staništima, u jarcima, klancima, te uz rubove potoka često su čisti grabrici. Od ostalih drvenastih vrsta česti su klen (Acer campestre), divlja trešnja (Prunus avium), zatim brijest (Ulmus glabra), javori (Acer pseudoplatanus i A. platanoides), te pitomi kesten (Castanea sativa) i bukva (Fagus sylvatica). 
Sloj grmlja dobro je razvijen i grade ga mnogobrojne vrste. Neke od njih su poljska ruža (Rosa arvensis), lijeska (Corylus avellana), divlja kruška (Pyrus pyraster), likovac (Daphne mezereum), glogovi (Crataegus monogyna i C. oxyacantha). Sloj prizemnog rašća također je izuzetno dobro razvijen, a uz već spomenute ilirske vrste, karakterizira ga i velik broj vrsta proljetnica koje te šume čine izuzetno šarenim u proljeće prije prolistavanja drvenastih vrsta. S obzirom na vrstu tla na kojoj je razvijena, ova šumska zajednica može se podijeliti na nekoliko podtipova.

## Šume hrasta kitnjaka i pitomog kestena
Ove šume razvijaju se na kiselim tlima iznad silikata i pješčenjaka, na nešto toplijim staništima, na platoima, sedlima i blažim padinama gdje se mogla skupiti veća količina tla, i to u rasponu nadmorskih visina od 250 do 550 m. Najveći kompleksi šuma kestena i hrasta kitnjaka razvijeni su na Zrinskoj i Petrovoj gori, Medvednici, te na ostalom gorju sjeverozapadne Hrvatske. Uz pitomi kesten (Castanea sativa) i hrast kitnjak, u sloju drveća mogu rasti i obični grab i bukva. Zadnjih desetljeća, zbog napada parazitske gljivice, mnoge sastojine pitomog kestena su teško oštećene, tako da su te šume danas u fazi znatnih promjena i predstavljaju vrlo ranjiv ekosustav. Na nekim staništima odumrla stabla kestena počinju zamjenjivati bukva i grab.
Sloj grmlja dobro je razvijen, a grade ga acidofilne vrste kao što su borovnica (Vaccinium myrtillus), obična žutilovka (Genista tinctoria), žučica (Chamaecytisus supinus), crnkasta žučica (Lembotropis nigricans) i dr. Sloj niskog raslinja također čine acidofilne vrste runjika (Hieracium sylvaticum, H. racemosum, H. rotundatum), urodica (Melampyrum pratense), raznolisna vlasnjača (Festuca heterophylla), bjelkasta bekica (Luzula albida) i dr. Karakterističan je i relativno velik broj vrsta mahovina od kojih su najčešći rodovi Polytrichum i Leucobryum.
Na područjima Like, Korduna, Gorskog kotara i dijela Žumberka, na mjestima gdje su iskrčene prije svega šume pitomog kestena i hrasta kitnjaka, nastaje specifičan oblik vegetacije nazvan vrištine ili bujadnice. Razvijaju se na zakiseljenim, sivim, ilovastim tlima. Služe kao pašnjaci, a ako se prekine s ispašom, zarastaju u šikare i brezike. Karakteristične vrste vriština su vrijes (Calluna vulgaris), žučice (Genista pilosa, G. germanica, Chamaespartium sagittale) i bujad (Pteridium aquilinum). Ako se kose, daju sijeno niske kvalitete koje se najčešće koristi kao stelja. Vrištine su zanimljive pčelarima zbog vrijesa, koji predstavlja medonosnu vrstu.

## Termofilne šume s crnim grabom i hrastom meduncem
Ove šume razvijaju se na plitkim karbonatnim crnicama iznad dolomitne i vapnenačke podloge, na nagnutim ocjeditim terenima južnih i jugozapadnih ekspozicija. Takve prilike uvjetuju termofilni karakter ovih šuma, pa one predstavljaju ekstrazonalno razvijenu submediteransku vegetaciju. Rasprostranjene su na istočnim i zapadnim obroncima Medvednice, Žumberačkom i Samoborskom gorju, Ivanščici, Cesargradskoj gori, Kalniku, ali mjestimice i u Gorskom kotaru (npr. Skradska gora), na Kleku i u Lici. Često su razvijene u obliku prorijeđenih šikara.
Od drvenastih vrsta, uz hrast medunac (Quercus pubescens) i crni grab (Ostrya carpinifolia), česte su i hrast kitnjak (Quercus petraea), hrast cer (Quercus cerris), crni jasen (Fraxinus ornus) i mukinja (Sorbus aria). 
U sloju grmlja rastu drijen (Cornus mas), kalina (Ligustrum vulgare), crna hudika (Viburnum lantana), žutika (Berberis vulgaris), merala (Amelanchier ovalis) i obična borovica (Juniperus communis). 
U sloju niskog raslinja rastu mnoge termofilne submediteranske vrste. Česte su npr. pčelinja ljubica (Mellitis melissophyllum), vrapčje sjeme (Lythospermum purpurocaeruleum), crni grahor (Lathyrus niger), crvena djetelina (Trifolium rubens), travolisna perunika (Iris graminea), hrvatska perunika (Iris croatica), lastavičnjak (Cynanchum vincetoxicum), velecvjetni naprstak (Digitalis grandiflora), sjajnolisna zvončika (Campanula persicifolia) i mnoge druge.